# Ghulam Nabi Azad

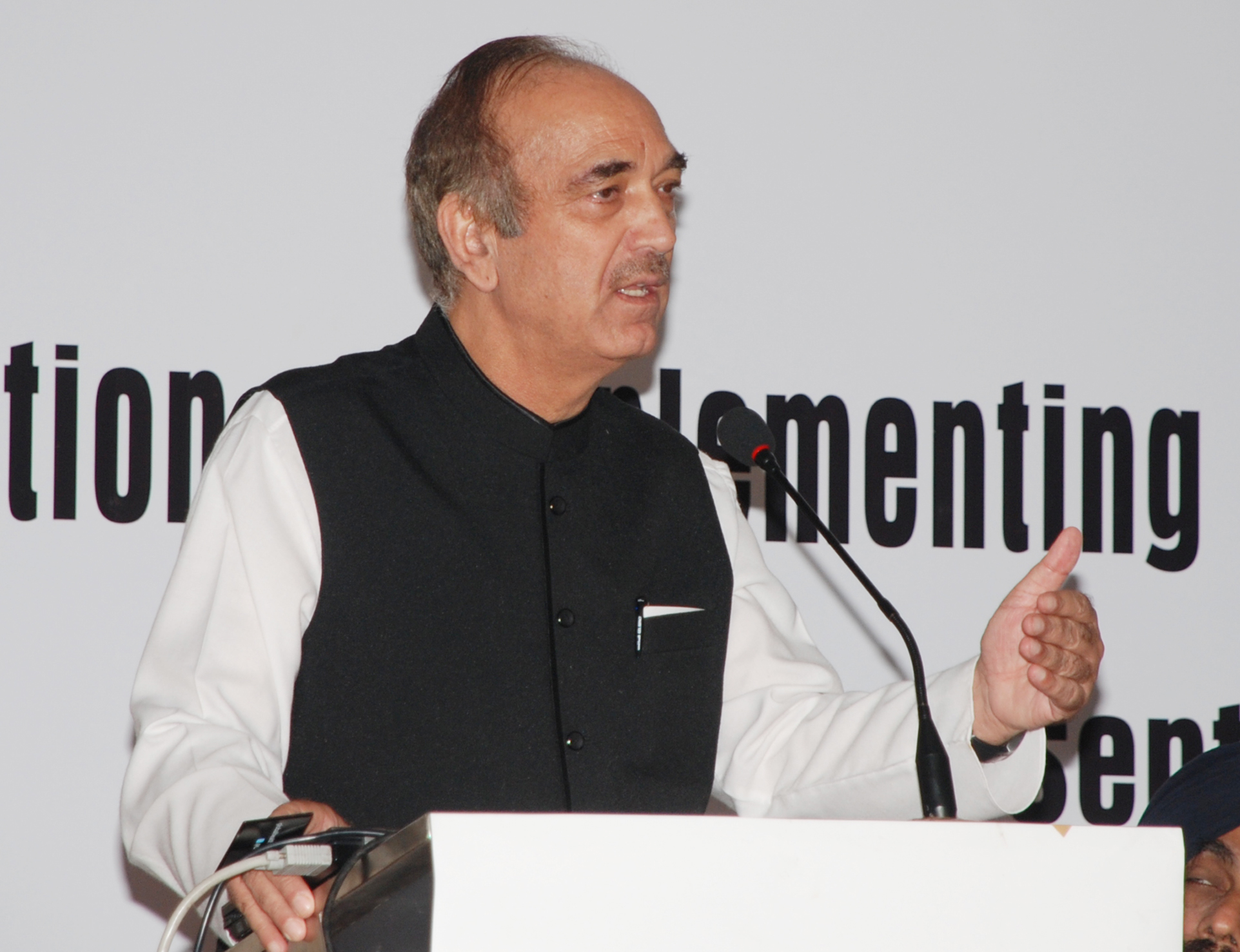
Ghulam Nabi Azad (2012)

Ghulam Nabi Azad (* 7. März 1949 in Soti, Bhalessa, Distrikt Doda, Jammu und Kashmir) ist ein indischer Politiker des Indischen Nationalkongresses (INC) sowie seit 2004 des Parteienbündnisses United Progressive Alliance (UPA), der sowohl Mitglied der Lok Sabha, des Unterhauses des indischen Parlaments, als auch Mitglied der Rajya Sabha, des Oberhauses des Parlaments, war. Er war mehrmals Minister in Unionsregierungen sowie von 2005 bis 2008 Chief Minister von Jammu und Kashmir.

## Leben

### Studium, Lok Sabha-Mitglied und Staatsminister
Ghulam Nabi Azad, Sohn von Rahamatullah Butt, begann nach dem Schulbesuch ein Studium am Govt. Gandhi Memorial Science College, das er mit einem Bachelor of Science (B.Sc.) beendete. Ein darauf folgendes postgraduales Studium der Zoologie an der University of Kashmir schloss er 1972 mit einem Master of Science (M.Sc. Zoology) ab. 1973 war er Leiter der indischen Delegation bei einem Besuch der Selbsthilfeorganisation Sarvodaya in Sri Lanka. Er begann sein politisches Engagement im Distrikt Doda und wurde 1975 Mitglied des Arbeitsausschusses des Indischen Nationalkongresses (INC). Er war zwischen 1975 und 1977 Präsident des Jugendverbandes der Kongresspartei im Bundesstaat Jammu und Kashmir sowie danach von 1977 bis 1980 Generalsekretär des All India Youth Congress, ehe er zwischen 1980 und 1982 Präsident des All India Youth Congress, des Jugendverbandes des INC, war. In dieser Zeit war er 1978 Delegierter bei den elften Weltfestspielen der Jugend und Studenten in Havanna.
Bei der Wahl vom 3. bis 6. Januar 1980 wurde Azad für den INC im Wahlkreis Washim in Maharashtra erstmals Mitglied der Lok Sabha, des Unterhauses des indischen Parlaments. 1981 wurde er Mitglied des Haj Committee of India, das die Haddsch, die islamische Pilgerfahrt nach Mekka, organisiert. Während der siebten Legislaturperiode war er zwischen 1981 und 1982 Mitglied des Ausschusses für öffentliche Unternehmungen. Danach war er im Kabinett Indira Gandhi III zwischen dem 3. September 1982 und dem 8. Februar 1984 zunächst Stellvertretender Minister im Ministerium für Recht, Justiz und Unternehmensangelegenheiten sowie anschließend vom 8. Februar bis zum 31. Oktober 1984 Stellvertretender Minister im Ministerium für Information und Rundfunk. Das Amt als Stellvertretender Minister im Ministerium für Information und Rundfunk bekleidete er im Anschluss zwischen dem 4. November und dem 31. Dezember 1984 auch im Kabinett Rajiv Gandhi.
Bei der Wahl am 24., 27. und 28. Dezember 1984 wurde Azad im Wahlkreis Washim abermals zum Mitglied der Lok Sabha gewählt und gehörte dieser bis zur Wahl am 22. und 26. November 1989 an. Im Kabinett Rajiv Gandhi war er ferner zwischen dem 31. Dezember 1984 und dem 11. Mai 1986 erst Staatsminister im Ministerium für parlamentarische Angelegenheiten sowie anschließend von Mai bis Oktober 1986 Staatsminister im Innenministerium, ehe er zwischen Oktober 1986 und September 1987 noch als Staatsminister im Ministerium für Ernährung und zivile Versorgung fungierte.

### Rajya Sabha-Mitglied und Unionsminister

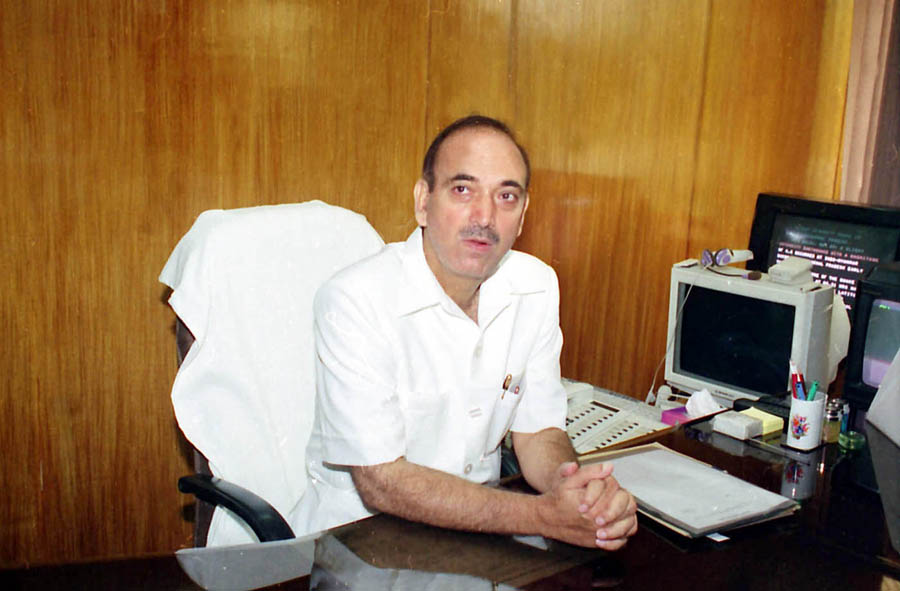
Azad als Minister für Stadtentwicklung (25. Mai 2004)

Ghulam Nabi Azad wurde am 3. April 1990 zum ersten Mal Mitglied der Rajya Sabha, des Oberhauses des Parlaments, und gehörte diesem als Vertreter des Bundesstaates Maharashtra zunächst bis zum 2. April 1996 an. Am 21. Juni 1991 wurde er als Minister für parlamentarische Angelegenheiten in das Kabinett Rao berufen und bekleidete dieses Ministeramt bis zu einer Kabinettsumbildung am 17. Januar 1993, woraufhin Vidya Charan Shukla seine Nachfolge antrat. Er selbst löste im Rahmen dieser Regierungsumbildung am 17. Januar 1993 Madhavrao Scindia als Minister für Zivilluftfahrt und Tourismus ab und hatte diesen Ministerposten bis zum Ende von Raos Amtszeit am 15. Mai 1996 inne. Als Nachfolger von V. C. Shukla fungierte er vom 17. Januar bis zum 15. Mai 1996 zusätzlich erneut als Minister für parlamentarische Angelegenheiten.
Am 30. November 1996 wurde Azad für Maharashtra abermals zum Mitglied der Rajya Sabha gewählt und gehörte dieser nunmehr nach seiner Wiederwahl am 30. November 2002 bis zum 29. April 2006 an. Im Kabinett Manmohan Singh I bekleidete er zwischen dem 23. Mai 2004 und dem 1. November 2005 die Ämter als Minister für parlamentarische Angelegenheiten sowie zugleich als Minister für Stadtentwicklung. Als Minister für parlamentarische Angelegenheiten wurde er von Priya Ranjan Dasmunsi abgelöst, während Premierminister Manmohan Singh das Amt als Minister für Stadtentwicklung kurzzeitig selbst übernahm.

### Chief Minister von Jammu und Kashmir und Oppositionsführer in der Rajya Sabha

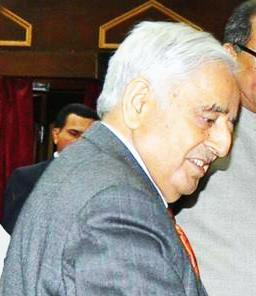
Mohammad Sayeed war bis 2005 Azads Vorgänger als Chief Minister von Jammu und Kashmir.

Als Nachfolger von Mohammad Sayeed von der Jammu and Kashmir People’s Democratic Party (JKPDP) übernahm Ghulam Nabi Azad am 2. November 2005 das Amt als Chief Minister von Jammu und Kashmir. Er war zugleich zwischen April 2006 und Februar 2009 Mitglied der Legislativversammlung von Jammu und Kashmir. Nachdem er am 7. Juli 2008 von diesem Amt zurückgetreten war, wurde am 10. Juli 2008 die sogenannte Governors’s rule in die Wege geleitet, die dazu führte, dass anstelle eines neuen Chief Ministers die Regierung durch den Gouverneur von Jammu und Kashmir, Narinder Nath Vohra, geleitet wurde.
Am 11. Februar 2009 wurde Azad für Maharashtra erneut Mitglied der Rajya Sabha und gehört dieser nach seiner Wiederwahl am 16. Februar 2015 seither an. Im Kabinett Manmohan Singh II bekleidete er zwischen dem 22. Mai 2009 und dem 26. Mai 2014 den Posten als Minister für Gesundheit und Familienwohlfahrt. Zusätzlich fungierte er als Nachfolger von Harish Rawat vom 1. Februar bis zum 26. Mai 2014 auch als Minister für Wasserressourcen.
Seit Juni 2015 ist er als Leader of the Opposition Führer der Opposition in der Rajya Sabha. 2015 wählte ihn die Indische Parlamentariergruppe zum herausragenden Parlamentarier. 2018 erhielt er zudem den Lokmat Best Parliamentarian Award.
Aus seiner am 27. März 1980 geschlossenen Ehe mit der bekannten Kashmiri-Sängerin Shameem Dev Azad gingen ein Sohn und eine Tochter hervor.